# Arcuatopterus harae
Arcuatopterus harae är en flockblommig växtart som först beskrevs av Pimenov, och fick sitt nu gällande namn av Pimenov och Ostroumova. Arcuatopterus harae ingår i släktet Arcuatopterus och familjen flockblommiga växter. Inga underarter finns listade i Catalogue of Life.